# 信義誠実の原則
信義誠実の原則（しんぎせいじつのげんそく）とは、当該具体的事情のもとで、相互に相手方の信頼を裏切らないよう誠実に行動すべきであるという法原則をいう。信義則（しんぎそく）と略されることが多い。

## 概説
信義誠実の原則は、私法の領域、特に契約法の契約当事者間について発達した法原則であるが、社会的接触のある者の間の私法関係に、さらには、公法の分野においても、その適用は認められている。
これに先行して存在した概念に「契約締結上の過失」がある。これはドイツ帝国の法学者イェーリングが民法のドグマの中で、「契約以前に発生する賠償責任」（Culpa in contrahendo）として発見したものとして知られている。

### フランス法
フランス民法1134条3項
合意は誠実に履行せらるべきものとす。
フランス民法1135条
合意は単に之に表示せられたるもののみならず、尚公平、慣習又は法が其の性質に従ひて義務を与へたる総ての結果に対しても亦、之を義務付けるものとす。

### ドイツ法
ドイツ民法 157条
契約は、取引の慣習を顧慮し信義誠実の要求に従ひて、之を解釈することを要す。
ドイツ民法 242条
債務者は、取引の慣習を顧慮し信義誠実の要求に従ひて、給付を為す義務を負う。
ドイツ民法 311条2（参照条文 280条1、241条2）
280条1 債務者が契約上の債務を履行しないときは、債権者はそれにより生じた損害につき賠償を求めることができる。ただし債務者が免責されている場合は除く。
241条2 契約上の各当事者の債務は契約内容によっては、その外の当事者の権利、法的利益及び利益を考慮することを義務付けることができる。
311条2 241条2のいう契約による債務は、次のものを含む。
1. 契約交渉の開始
2. 一方の当事者が他方の当事者に、権利、法的利益、または将来生じうる法的取引に基づく利益を付与または委任するための契約の締結
3. 同様の業務上の接触

### スイス法
スイス民法2条1項
自己の権利を行使し及び自己の義務を履行するに当りては誠実及び善意を以て行為せざるべからず。

### 日本法
日本では、信義誠実の原則は、明文上は、民法1条2項に規定されている（昭和22年法律第222号により追加された）。民事訴訟法においても、平成8年成立の現行法において、第2条に訴訟上の信義則についても規定されるようになった。信義誠実の原則は権利の行使や義務の履行のみならず契約解釈の基準にもなる（最判昭和32年7月5日民集11巻7号1193頁）。また、具体的な条文がない場合に規範を補充する機能を有する。
民事訴訟法2条（裁判所及び当事者の責務）
裁判所は、民事訴訟が公正かつ迅速に行われるように努め、当事者は、信義に従い誠実に民事訴訟を追行しなければならない。
家事手続法2条（裁判所及び当事者の責務）
裁判所は、家事事件の手続が公正かつ迅速に行われるように努め、当事者は、信義に従い誠実に家事事件の手続を追行しなければならない。

## 派生原則
この原則から派生する代表的な原則として次の4つの原則が挙げられる
- 禁反言の法則（エストッペルの原則）
自己の行為に矛盾した態度をとることは許されない。例えば、(1)自ら所有する建物に抵当権を設定しておきながら、建物の立つ土地の賃借権を登記しても、抵当権者に対抗することはできない、(2)債務者が、債務について消滅時効が完成した後に債務の承認をした場合は、その後に時効消滅を主張することはできない、というものである。日本民法398条（抵当権の目的である地上権等の放棄）参照。
- クリーンハンズの原則
自ら法を尊重するものだけが、法の救済を受けるという原則で、自ら不法に関与した者には裁判所の救済を与えないという意味である。具体的条文への表れとしては、日本民法130条（条件成就の妨害）、日本民法295条第2項（他人の物の占有が不法行為によって始まった場合の留置権の不成立）、日本民法708条（不法原因給付）がある。
- 事情変更の原則（法則）
契約時の社会的事情や契約の基礎のなった事情に、その後、著しい変化があり、契約の内容を維持し強制することが不当となった場合は、それに応じて変更されなければならない。具体的条文への表れとしては、借地借家法11条（地代等増減請求権）、借地借家法32条（借賃増減請求権）がある。
- 権利失効の原則
権利者が信義に反して権利を長い間行使しないでいると、権利の行使が阻止されるという原則。
この原則により、消滅時効、除斥期間よりも前に権利が行使できなくなる場合がある。

## 訴訟上の信義則
- 訴訟状態の不当形成の排除
訴訟法上の要件を具備するように故意に事実状態を作出したり、逆に具備しないように故意に事実状態を妨害したりすることは許されない。
- 訴訟法上の禁反言（先行行為に矛盾する挙動の禁止）
当事者が取ってきた態度を、相手方が信頼して訴訟上の地位を築いた後に、従前とは矛盾する態度をとり、相手方の地位を不当に揺るがすことは許されない。
- 訴訟上の権能の失効
当事者が訴訟上の権能を長期に行使せず、相手方が行使しないとの正当な期待を有し、それを前提とした行為をとるようになった場合に、訴訟上の権能を行使することはできない。
- 訴訟上の権能の濫用の禁止
訴えを提起する権利や訴訟手続き中の取効的訴訟行為を、濫用することは許されない。

## 日本の請負契約の現場における信義則
建設工事請負契約等日本の請負契約の現場においては、信義則について、以下のような解釈がなされている。
- 請負者は、発注者が機会主義的な戦略行動を採用せず、社会的厚生最大化行動を採用することを確信している
- 発注者は、請負者に「発注者が機会主義的な戦略行動を採用しないことの確信」が存在することを確信している
- 請負者は、事後的に明らかになる取引環境に関する情報を偽らず発注者に報告する
  - エージェンシー・スラックは存在しない
  - 請負者によるモラル・ハザードは存在しない

また、日本の請負契約の現場においては、契約に定めのない事項及び契約の規定に疑義が生じた場合について「信義誠実の原則に従い甲乙協議の上定める」として契約書の簡略化を図るケースが多い。